# Herbert Krug
Herbert Krug (Mainz, 21 juni 1937 - Lichtenfels, 1 november 2010) was een Duitse ruiter, die gespecialiseerd was in dressuur. Sauer nam deel aan de Olympische Zomerspelen 1984 en won daar de gouden medaille in de landenwedstrijd en behaalde de vijfde plaats individueel. Twee jaar later won Krug de wereldtitel in de landenwedstrijd dressuur.

## Resultaten
- Olympische Zomerspelen 1984 in Los Angeles  landenwedstrijd dressuur met Muscadeur
- Olympische Zomerspelen 1984 in Los Angeles 5e individueel dressuur met Muscadeur
- Wereldkampioenschappen 1986 in Cedar Valley  landenwedstrijd dressuur

1928: von Langen, Linkenbach, Lotzbeck ·
1932: Lesage, Marion, Jousseaume ·
1936: Pollay, Gerhard, Oppeln-Bronikowski ·
1948: Jousseaume, Saint-Fort Paillard, Buret ·
1952: Saint Cyr, Boltenstern, Persson ·
1956: Saint Cyr, Boltenstern, Persson ·
1964: Boldt, Klimke, Neckermann ·
1968: Neckermann, Klimke, Linsenhoff ·
1972: Petoesjkova, Kizimov, Kalita ·
1976: Boldt, Klimke, Grillo ·
1980: Kovsjov, Oegrjoemov, Misevitsj ·
1984: Klimke, Sauer, Krug ·
1988: Klimke, Linsenhoff, Theodorescu, Uphoff ·
1992: Balkenhol, Uphoff, Theodorescu, Werth ·
1996: Balkenhol, Schaudt, Theodorescu, Werth ·
2000: Werth, Capellmann, Salzgeber, Simons-de Ridder ·
2004: Kemmer, Schmidt, Schaudt, Salzgeber ·
2008: Kemmer, Capellmann, Werth ·
2012: Hester, Bechtolsheimer, Dujardin ·
2016: Rothenberger, Schneider, Bröring-Sprehe, Werth ·
2020: von Bredow-Werndl, Schneider, Werth ·
2024: Wandres, von Bredow-Werndl, Werth